# Seznam plzeňských biskupů
Plzeňský biskup je biskup spravující římskokatolickou diecézi plzeňskou zřízenou roku 1993 papežem Janem Pavlem II. Před jejím vytyčením spadala většina diecéze včetně samotné Plzně pod správu arcibiskupů pražských, zatímco okrajové oblasti na severovýchodě pod biskupy litoměřické a okrajové oblasti na jihovýchodě pod biskupy českobudějovické.

## Sídelní biskupové
- 1993–2016 František Radkovský
- 2016 – současnost Tomáš Holub[1]

## Galerie

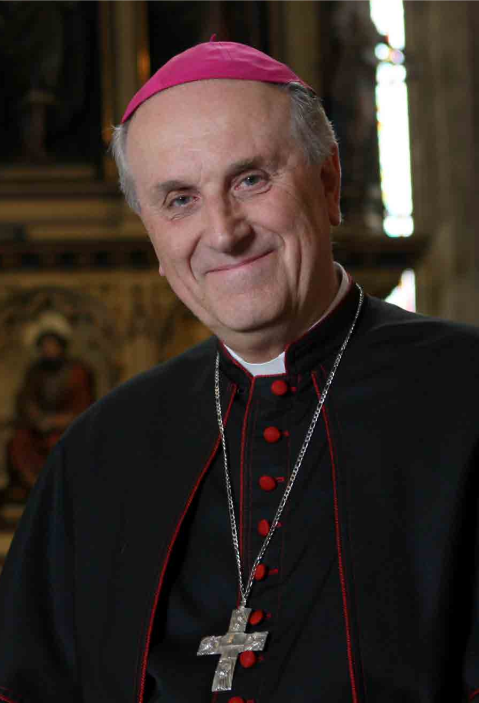
1. František Radkovský (1993–2016)
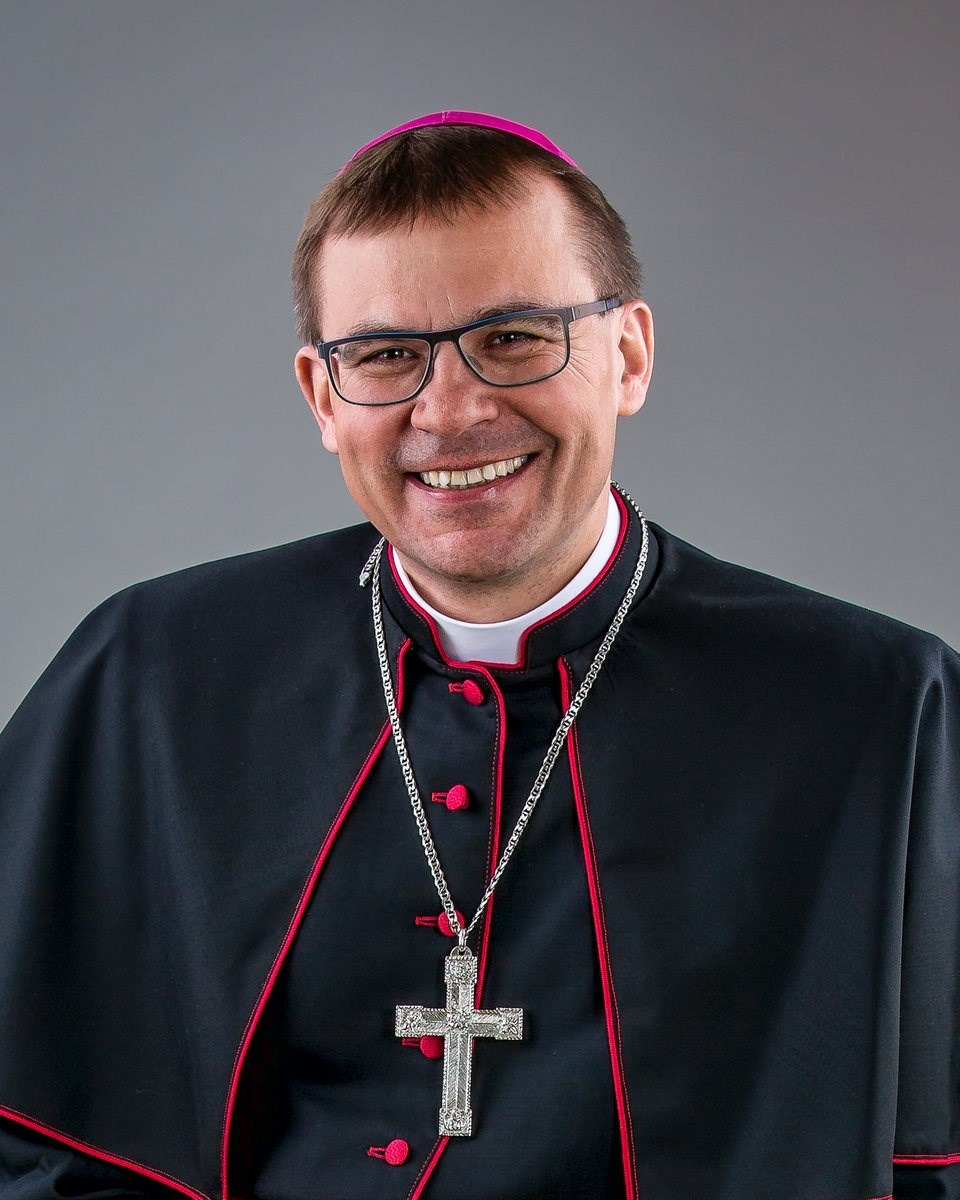
2. Tomáš Holub (2016 – současnost)